# الفلاحة في المغرب
الفلاحة في المغرب هي قطاع اقتصادي مهم نظرا لدورها المحوري في الاقتصاد الوطني، سواء من حيث مساهمتها في الناتج الداخلي الخام، أو في توفير فرص الشغل، خصوصاً في المناطق القروية. كما تشكل دعامة للأمن الغذائي وتساهم في تغطية جزء كبير من الحاجيات الوطنية والتصدير نحو الخارج.

## الإنتاج الفلاحي

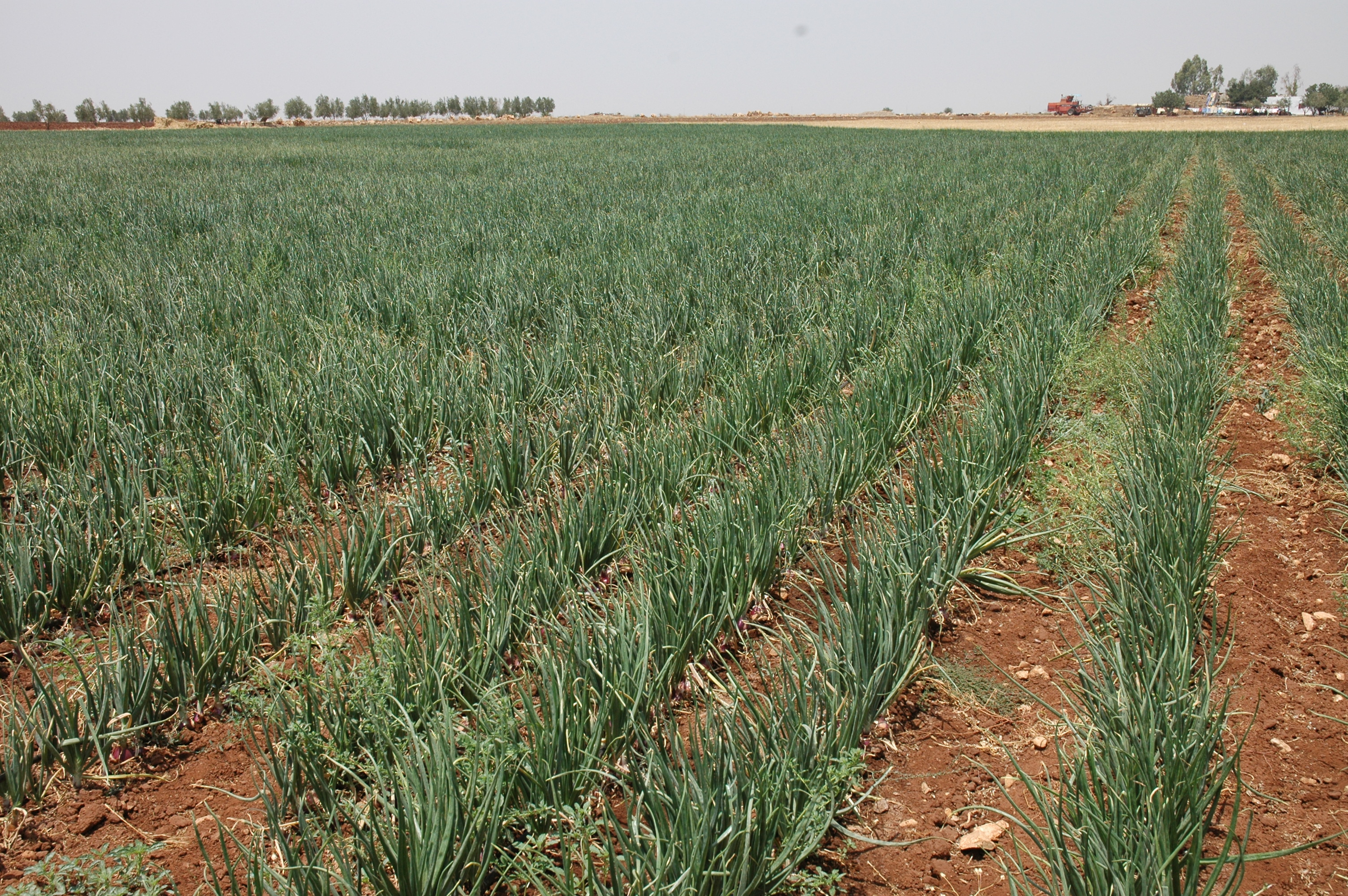
زراعة البصل في مكناس

تمتد المساحة الصالحة للزراعة بالمغرب إلى نحو 8.7 مليون هكتار، تهيمن عليها زراعة الحبوب بنسبة 57%، وهو ما جعل البنية الزراعية ضعيفة التنوع، خاصة في ظل التغيرات المناخية وقلة التساقطات. ولمواجهة هذه الإشكالات، اعتمد المغرب مخطط المغرب الأخضر، الذي يهدف إلى تحويل نمط الاستغلال نحو أنشطة ذات قيمة مضافة، مثل الأشجار المثمرة والزراعات الرعوية. وتُظهر البنية الفلاحية تنوعاً نسبياً، من حيث المنتجات النباتية والحيوانية، إذ يتوفر المغرب على مليون هكتار من الزيتون، و250 ألف هكتار من الخضر، و125 ألف هكتار من الحوامض، إلى جانب قطيع يضم 28 مليون رأس، 66% منها من الأغنام.
يستفيد القطاع الفلاحي من بنية هيدروفلاحية متقدمة تشمل 139 سداً تُعبئ حوالي 15.2 مليار متر مكعب من المياه، يوجه منها 13.3 مليار للاستعمال الفلاحي. ويحقق المغرب اكتفاءً ذاتياً في عدد من المنتجات الأساسية، بنسبة 100% للحليب واللحوم والخضر، و60% للحبوب، و43% للسكر. كما يضطلع القطاع بدور تصديري مهم، خاصة نحو الاتحاد الأوروبي، ويشمل ذلك الحوامض والطماطم والخضر والفواكه الطازجة أو المعالجة. وفي المقابل، يستورد المغرب منتجات فلاحية وغذائية لتلبية الطلب الداخلي. ويُعتبر قطاع الصناعات الغذائية من أهم دعائم الاقتصاد، بقيمة إنتاجية تبلغ 110 مليار درهم، بينما تتولى وزارة الفلاحة والصيد البحري والتنمية القروية والمياه والغابات مهمة الإشراف على السياسات الفلاحية والتنموية في البلاد.

## مخطط المغرب الأخضر

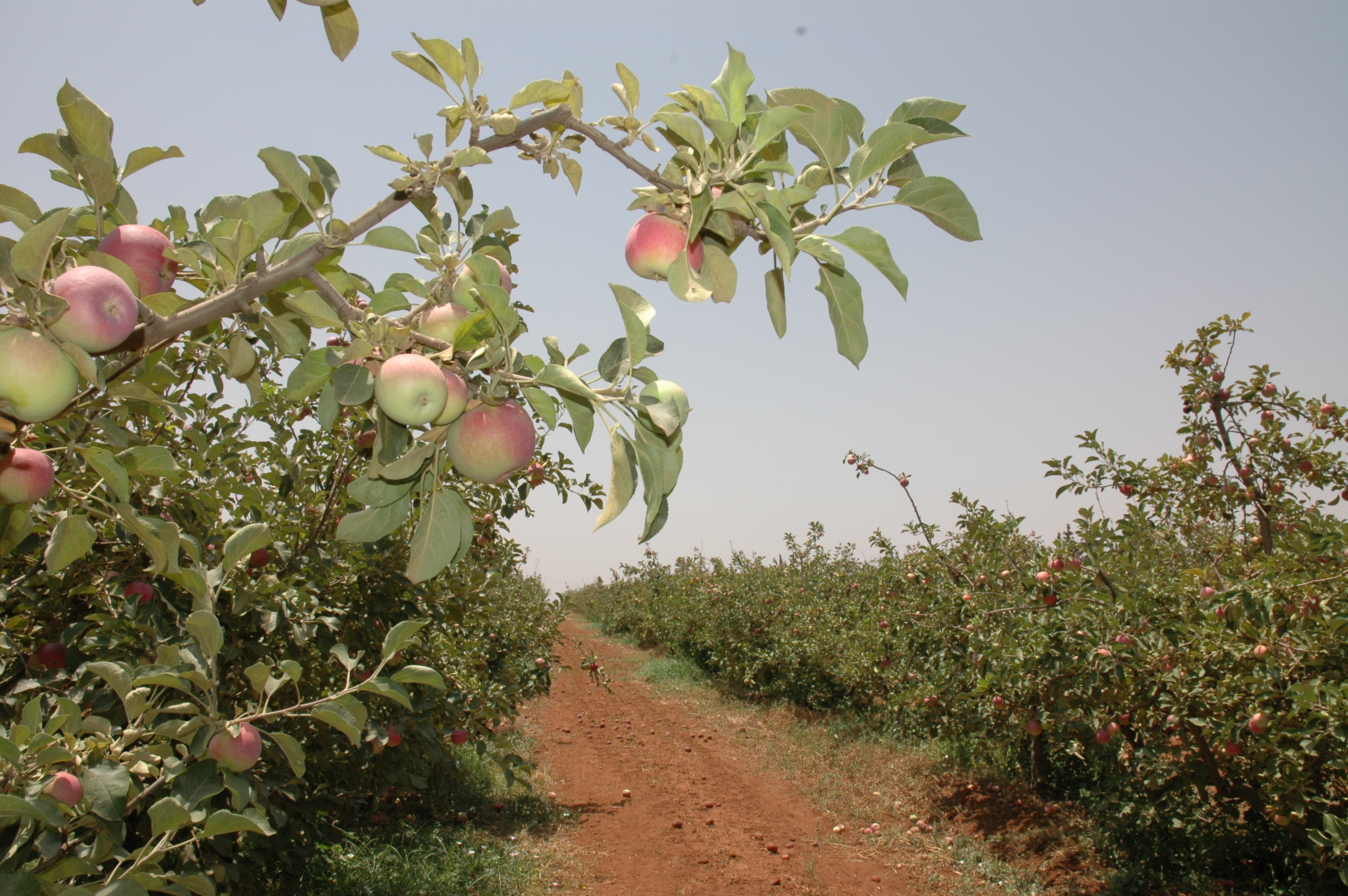
ضيعة فلاحية لإنتاج التفاح

إنطلق مخطط المغرب الأخضر سنة 2008، ويهدف إلى جعل القطاع الفلاحي محركاً إقتصادياً  في محاربة الفقر بالعالم القروي، وقد خلق مخطط المغرب الأخضر دينامية جديدة في القطاع الفلاحي عبر جلب العديد من الإستثمارات.

## المنتجات الفلاحية

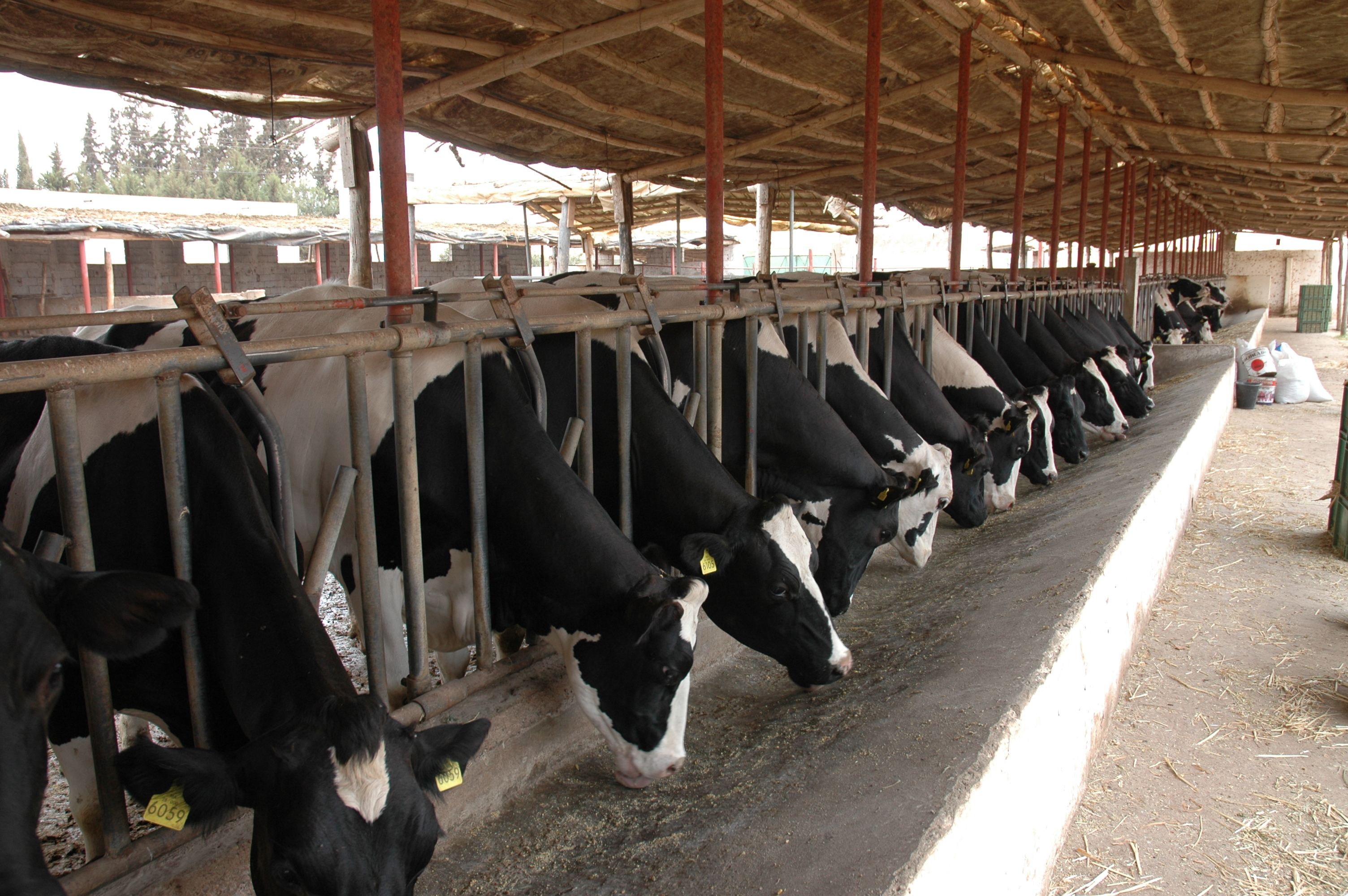
تربية الأبقار المنتجة للحليب

### الحوامض
تعتبر الحوامض في المغرب من بين الأنشطة الزراعية التي تطورت لتقديم منتوج عالي الجودة للمستهلكين وطنياً ودولياً. كما أن هذا النشاط استطاع وقاية نفسه من أمراض خطيرة كتريستيريزا، واختيار الأنواع الخاصة لكسب إمكانية الإنتاج المبكر والإنتاج المتأخر على حد سواء. كما استطاع قطاع الحوامض تنويع منتجاته تماشياً مع متطلبات المستهلك الأوروبي والروسي على الخصوص. وقد استطاع كذلك فرض علامة المغرب في الأسواق العالمية بحكم تنوع المنتوج وتعدد المستوردين. [بحاجة لمصدر]

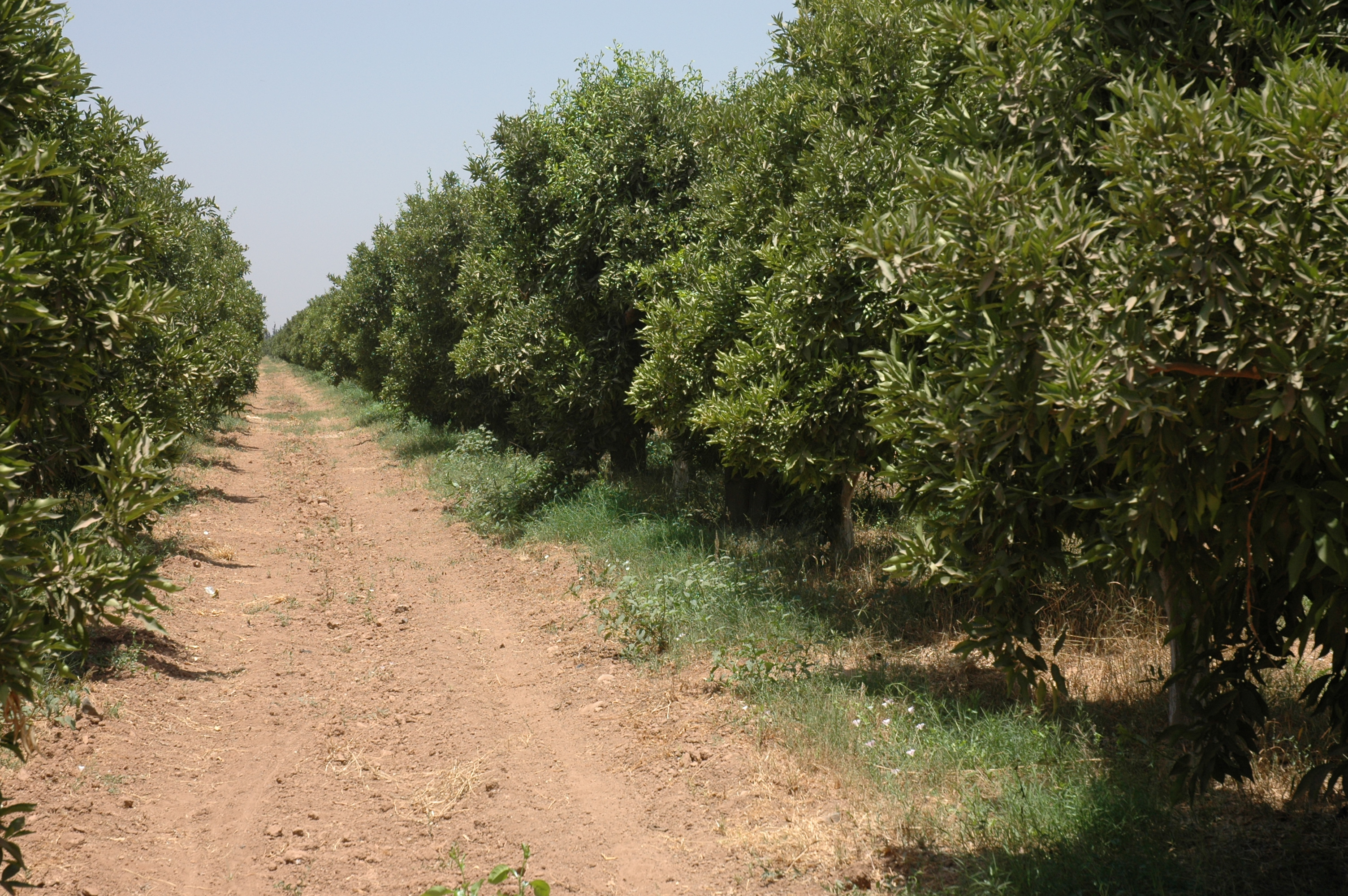
ضيعة فلاحية خاصة بإنتاج الحوامض

### الخضراوات

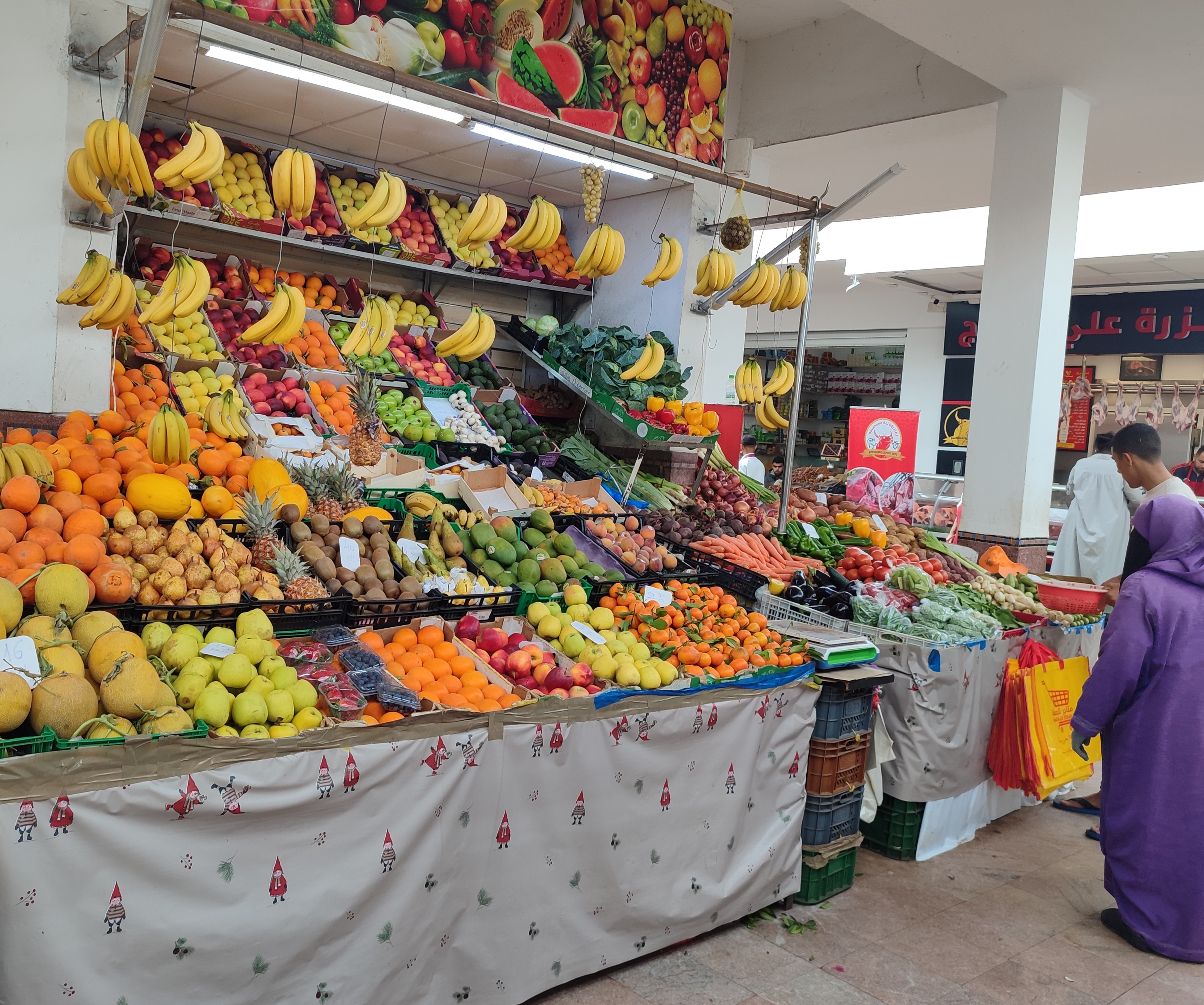
فواكه متنوعة من السوق المركزي للرباط

يمتلك المغرب ميزات هامة في إنتاج الخضراوات مقارنة مع الدول المنافسة خاصة في مجال الطماطم. [بحاجة لمصدر]

### الزيتون
بحكم ارتفاع الطلب العالمي على زيت الزيتون فقد حظي هذا القطاع باهتمام الحكومة المغربية التي وضعت له مخططاً خاصاً وهو مخطط قطاع إنتاج الزيوت. كما أن المغرب فرض نفسه على المستوى الدولي كأحد أهم مورد للزيتون المعلب وأكثرها مصداقية، ويحتل المغرب الرتبة الرابعة بين المصدرين العالميين. كما أن المغرب استطاع تطوير خبرة هامة فيما يخص زيت الزيتون، وقد مكنته هذه الخبرة من إيجاد موقع في الأسواق ذات المتطلبات العالية كالولايات المتحدة الأمريكية والاتحاد الأوروبي. [بحاجة لمصدر]

### الزراعات الزيتية
يعتبر دوار الشمس والفول السوداني أهم الزراعات الزيتية والتي توجد بمنطقتي الغرب واللوكوس، كما أن مساحات هذه الزراعات تعرف تباينا ملحوظا من سنة لأخرى وذلك مرتبط بالتساقطات المطرية التي تحتم على الفلاحين الاختيار بين الحبوب والزراعات الزيتية. [بحاجة لمصدر]

### القطاني
يستهلك المغاربة كميات كبيرة من القطاني خصوصاً في فصل الشتاء وفي شهر رمضان، غير أن المغرب قام بتقليص إنتاجه من القطاني تدريجياً لصالح منتوجات أكثر مردودية. [بحاجة لمصدر]

### الزراعات السكرية

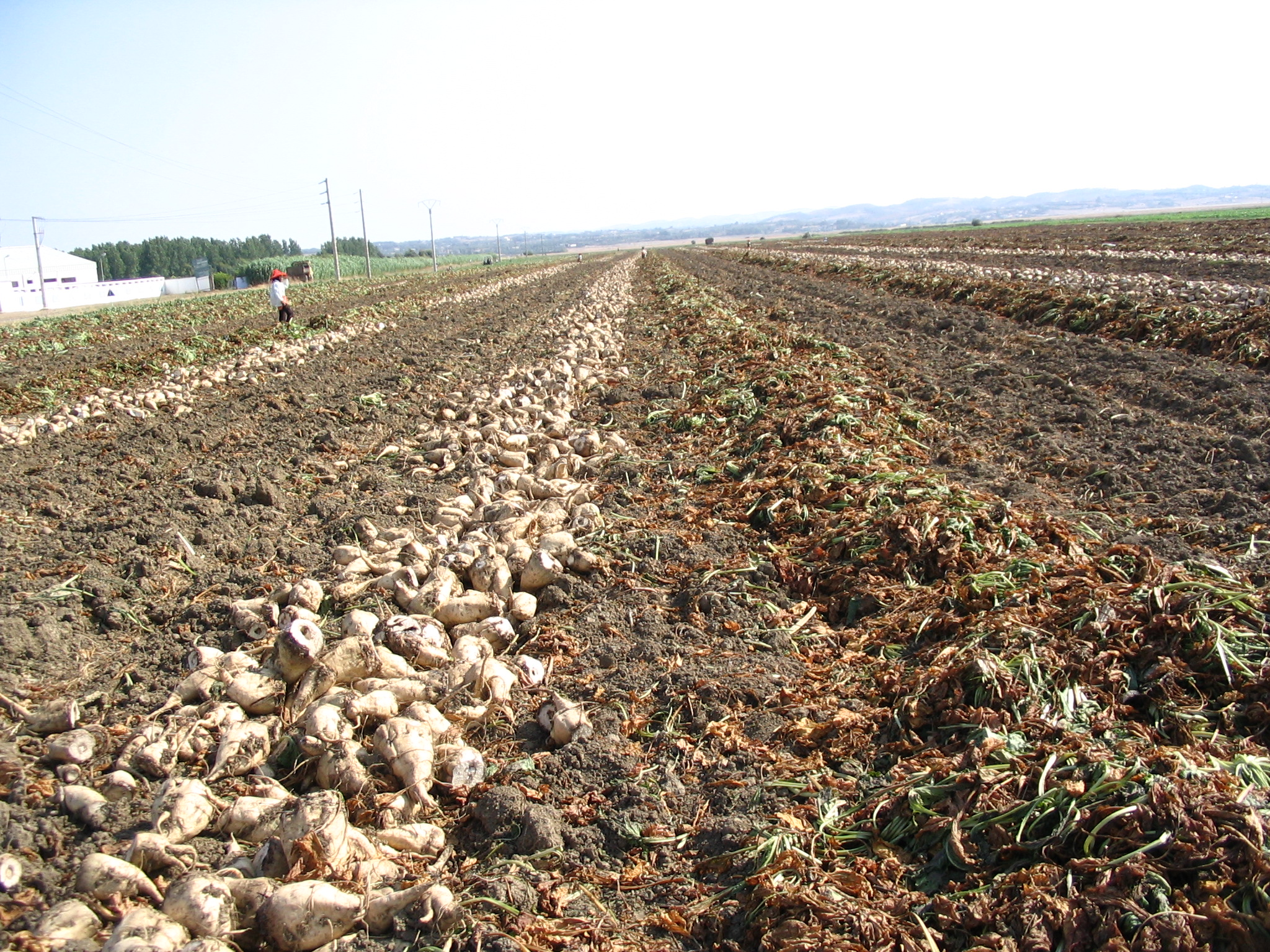
حصاد الشمنذر

يعد الشمندر والقصب السكري نشاطين فلاحيين يستهلكان الماء بشكل كبير، كما أن الاستثمار الصناعي في هذا الميدان عالي التكلفة، بالإضافة إلى المردودية الضعيفة مقارنة بزراعات الخضر والفواكه، وهو ما يعتبر تفسيراً منطقياً لمحدودية المساحات المخصصة لإنتاج الشمندر والقصب السكري. [بحاجة لمصدر]

### اللحوم البيضاء
يعتبر قطاع الدواجن كمصدر أول للبروتين الحيواني في المغرب، فهو يلبّي 55% من الطلب الإجمالي على اللحوم الحمراء، و 100% من حاجيات بيض الاستهلاك. [بحاجة لمصدر]

### اللحوم الحمراء
تمثل لحوم البقر، والأغنام، والماعز، والجمال، أهم الفصائل المنتجة في المغرب. وبما أن المغرب يتوفر على أراضي واسعة وشاسعة فإن القطعان في ارتفاع مستمر. كما انعكست المجهودات المبذولة لتطوير سلسة الأبقار إيجابيا على هذه السلسة، وقد سجلت أعداد قطعان الأبقار نمواً كبيراً لصالح الفصائل المحسنة جينياً حيث بلغت نسبة القطيع المحسن ما يقرب 85% في أهم الدوائر السقوية. وعلى الصعيد الوطني تبلغ هذه النسبة حوالي 60% حيث يعتبر هذا النمو أساسياً في تغطية الحاجيات الاستهلاكية الوطنية من اللحوم الحمراء. [بحاجة لمصدر]

### الحليب ومشتقاته

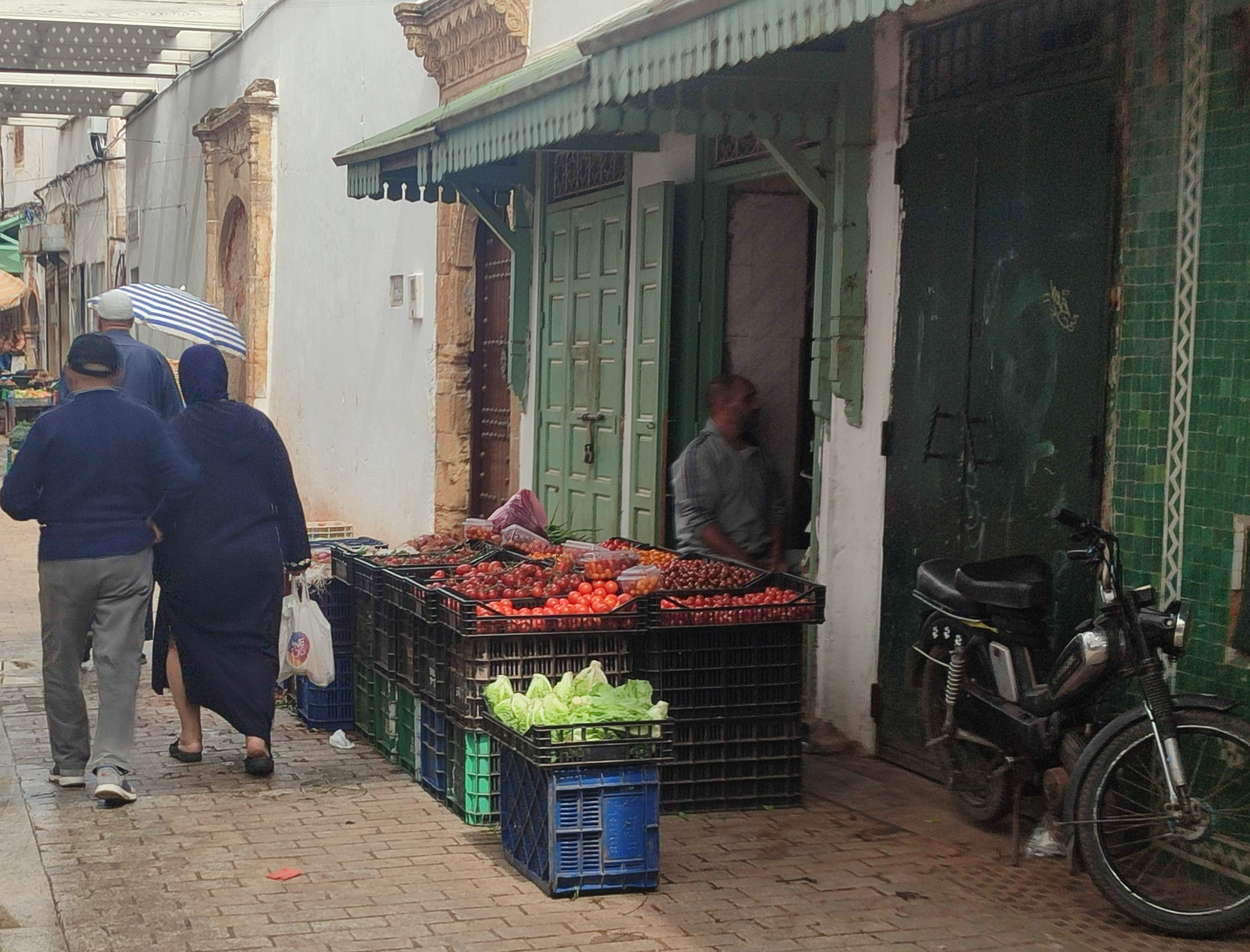
طماطم مغربية بالرباط

بذل المغرب مجهودات كبرى في استيراد الفصائل المحسنة، ومنها نشر الوعي بالتقنيات الرعوية، التلقيح، محاربة الإبيزوتيس، والبرامج الاستعجالية المرتبطة بالجفاف، مما حسّن من وضعية الإنتاجية في قطاع الألبان. [بحاجة لمصدر]

## التحديات

### الجفاف
تأثر الموسم الفلاحي 2018-2019 في المغرب بالظروف المناخية غير الملائمة، التي عرفت ضعفا في التساقطات المطرية وسوءا في توزيعها الزمني. وهكذا لم يتجاوز إنتاج الحبوب 52 مليون قنطار في سنة 2019 أي بانخفاض قدر بـ 50% مقارنة بسنة 2018 و بـ 34% مقارنة بالمتوسط السنوي المسجل خلال الفترة الممتدة بين 2008 و2017. غير أن النتائج الجيدة لأنشطة الزراعات الأخرى خاصة أنشطة التشجير والزراعات الصناعية وزراعة الخضروات قد ساهمت في تقليص تأثير حدة التراجع الذي عرفته زراعة الحبوب. وعرف إنتاج أنشطة زراعة الحوامض والزيتون خاصة ارتفاعات كبيرة قدرت على التوالي ب 15% و 22% مقارنة بالموسم الفلاحي المنصرم.

## الثروة الحيوانية

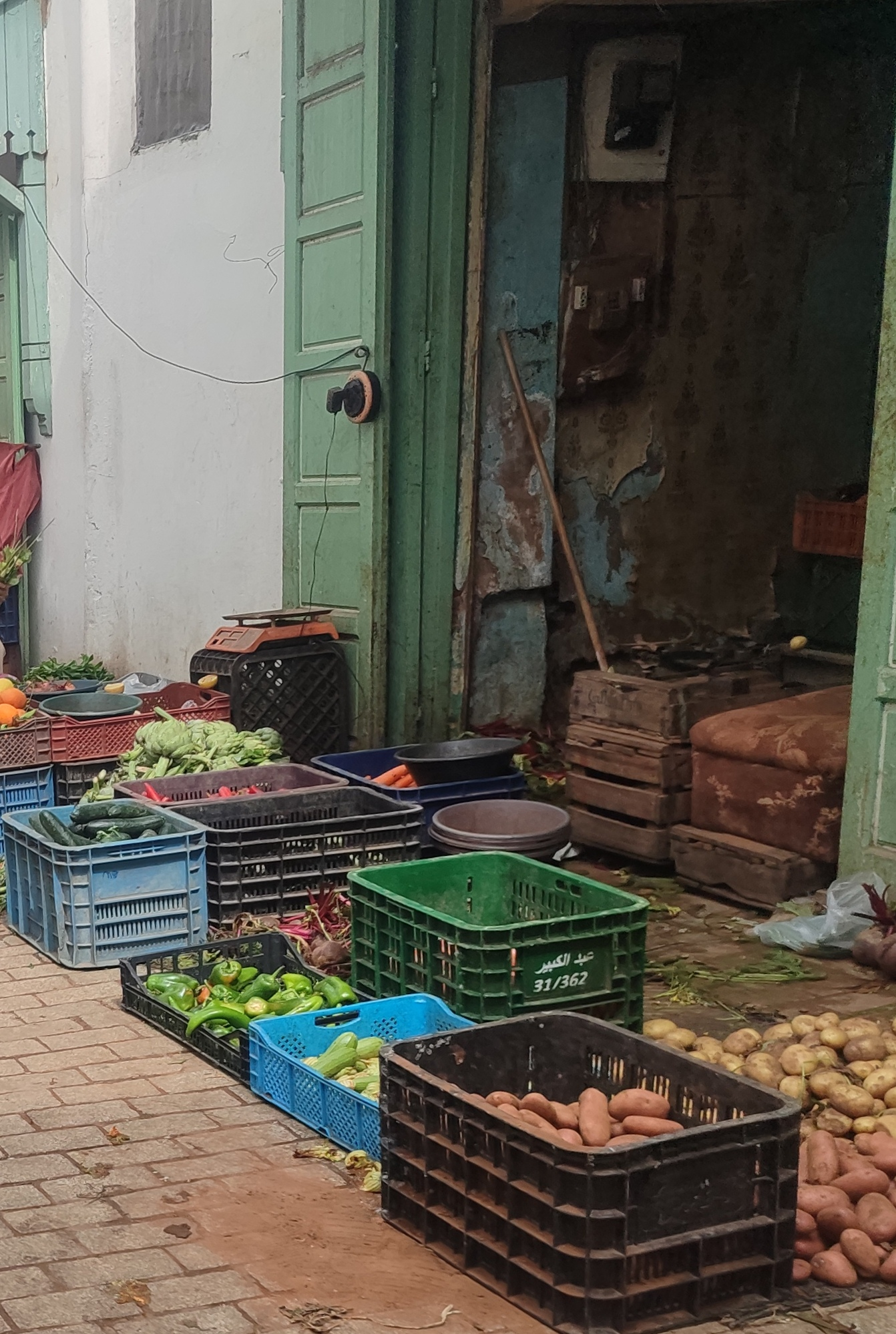
خضار بسوق المدينة العتيقة بالرباط

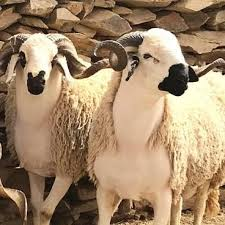
سلالة الصردي

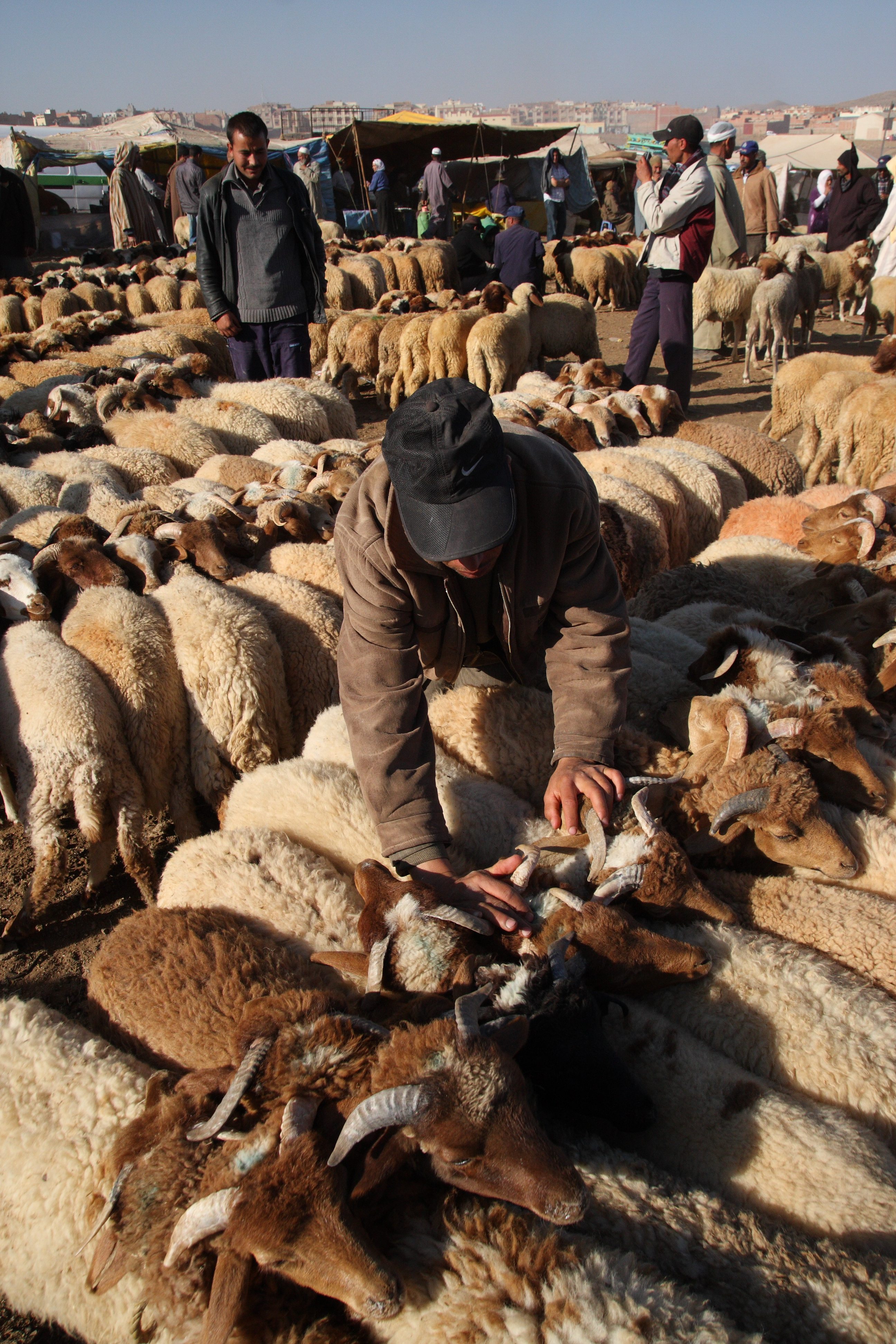
سوق لبيع الماشية في مدينة أزرو

يمتلك المغرب ثروة حيوانية كبيرة تتكون أساسًا من الأغنام والماعز والأبقار، التي تربّى لألبانها ولحومها، إلى جانب الجمال وحيوانات الجر والحيوانات الداجنة. وهناك العديد من السلالات المحلية التي يتم تربيتها بالمغرب، ومن بينها:

### سلالات الأبقار
- سلالة والماس زعير وتنتشر هذه السلالة في كل من منطقة الرماني وزمور وزعير وقبائل زيان خاصة في منطقة مريرت.
- سلالة الأطلس وتتواجد بجميع المناطق الجبلية بالمغرب.
- سلالة مكناس وهي موجهة إلى إنتاج الحليب بدون منازع، ولمدة طويلة، كما أنها تتأقلم مع الظروف المناخية للمغرب. وتتواجد في نطاق محدود جغرافيا، حيث تتواجد في مكناس على وجه الخصوص تم في منطقة فاس وصفرو.
- سلالة تيديلي تعتبر أحدث السلالة المحلية المغربية، حيث تم اكتشافها في سنة 1981، وهي من السلالات ذات إنتاج الحليب.[4]

### سلالات الأغنام

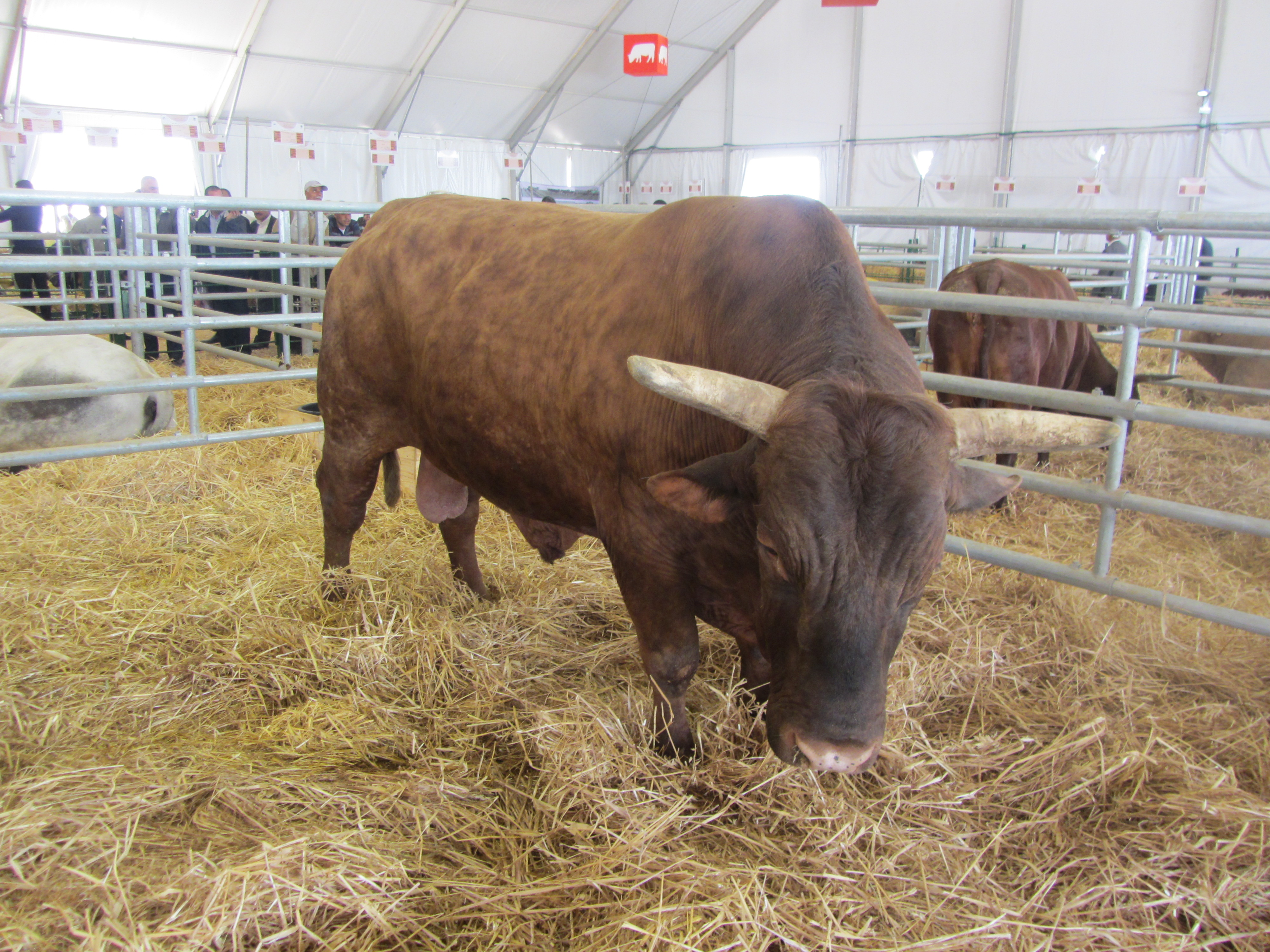
سلالة الأبقار والماس زعير في المعرض الدولي للفلاحة بالمغرب

- سلالة الصردي من أفضل أنواع الأغنام بالمغرب لمميزاته الكثيرة وحسن هيئته. أما مهد هذه السلالة فيوجد بأقاليم سطات، قلعة السراغنة وعلى امتداد نهر أم الربيع، منطقة بني مسكين (السراغنة والرحامنة).
- سلالة بني كيل وتتواجد بجهة الشرق، وتتميز هذه السلالة بتكيفها مع المراعي الجافة وتحملها التقلبات المناخية.
- سلالة أبي الجعد وتسمى أيضاً السلالة الصفراء نسبة للونها الأصفر الباهت، وتوجد فقط بهضاب الفوسفاط، وتحديدا بمناطق أبي الجعد وواد زم وخريبكة وقصبة تادلة. و كانت قد برزت هذه السلالة خلال السنوات الأخيرة بعد أن كانت غير معروفة، وذلك بفضل عدد من البرامج التي مكنت من تطوير إنتاجيتها وتحسين خاصياتها الوراثية، ومن ثم جاء الاعتراف بها كسلالة أغنام وطنية نقية محددة المنشأ وذات صفات مميزة عززت إقبال كسابي المنطقة على تربيتها.
- سلالة تمحضيت وهي سلالة الأطلس المتوسط (مكناس، يفرن، فاس، بولمان، خنيفرة، بني ملال، أزيلال، الخميسات وميدلت)، وتتميز بتكيفها مع المرتفعات وجودة بنيتها، وسهولة تسمينها وارتفاع إنتاجيتها، وقدرتها الهائلة على التكيف مع بيئتها، ويلجأ إلى هذه السلالة كثيرا في مجال التهجين الصناعي. ويوجد صنفان من سلالة تمحضيت وهما صنف زيان وصنف حمام أزرو.
- سلالة الدمان وهي تنتشر في الجنوب الشرقي المغربي بالواحات الصحراوية (من الراشيدية إلى طاطا)، وتتميز بطاقتها الانجابية العالية، وتكيفها مع الواحات والمناخ المحلي، وليس لها في الغالب قرون.[5]

### سلالات الماعز
- سلالة البرشة وهو حيوان يتكيف مع البيئة كما أنه يحسن المشي والتسلق، ويتواجد في أقاليم تازة في الشمال إلى إقليم طاطا في الجنوب.
- سلالة الغزالية وتتميز هذه السلالة بطبيعتها الصلبة وهي ذات بنية متوسطة بالمقارنة مع سلالات الماعز المحلية الأخرى، فيما تقتصر على مناطق فكيك وجرادة.
- سلالة سيروا وتتميز هذه السلالة بجودة صوفها الذي يستعمل بالخصوص في منتجات الصناعة التقليدية كزريبة تازناخت وأيت وازغيت، كما يعرف هذا الصنف أيضا بإنتاجها للحوم الحمراء ذات الذوق الرفيع وهذا راجع لتنوع الكلأ في المراعي كالزعتر والنباتات العصرية، وتتواجد هذه السلالة في أقاليم تزنيت وطاطا وايغيل نومكون بتنغير.
- سلالة بني عروس وهي تشتهر بجودة لحومها وتتواجد هذه السلالة بأقاليم فحص أنجرة وتطوان وشفشاون.
- سلالة درعة وهي تتواجد بورززات وزاكورة وطاطا وتنغير والراشدية وعلى طول واحات درعة.[6]

## المعارض الفلاحية
- المعرض الدولي للفلاحة بمكناس
- المعرض الدولي للتمور بأرفود
- المعرض الدولي لسلسلتي اللحوم الحمراء والحليب بالدار البيضاء

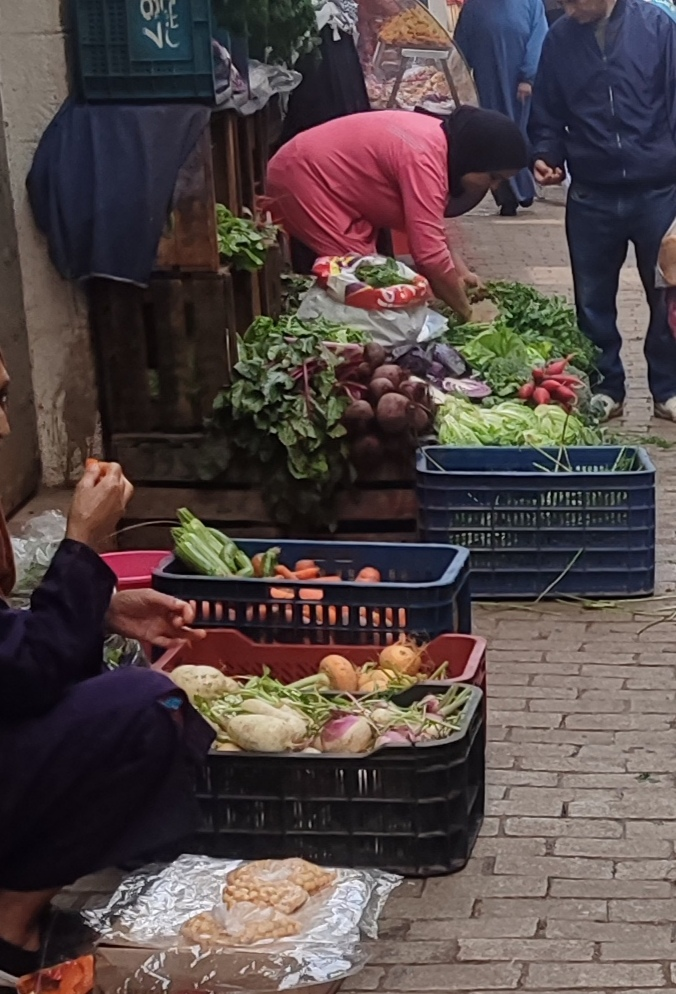
منتجات الفلاحة المعيشية بسوق المدينة العتيقة بالرباط.

- الملتقى الدولي للزيتون بالعطاوية

## التكوين الفلاحي

### التعليم العالي
يسهر معهد الحسن الثاني للزراعة والبيطرة بالرباط والمركب التابع له بأكادير والمدرسة الوطنية للفلاحة بمكناس بالإضافة للمدرسة الوطنية الغابوية للمهندسين بسلا على توفير التعليم العالي في المجال الفلاحي.

### التعليم التقني والمهني
تتلخص مهام نظام التعليم التقني والتكوين المهني الفلاحي في تلبية حاجيات القطاع الفلاحي من الموارد البشرية المؤهلة وتحسين المستوى التقني وتنافسية المقاولات والاستغلاليات الفلاحية. وقد تمت مراجعة شعب التكوين مراعاة لسلاسل الإنتاج الواعدة ضمن مخطط المغرب الأخضر. ويرتكز التكوين المهني الفلاحي على شبكة من 45 مؤسسة موزعة على مختلف جهات المغرب. ويضم هذا الجهاز 8 معاهد تقنية فلاحية متخصصة في الفلاحة و11 معهدا تقنيا فلاحيا و 26 مركزا للتأهيل الفلاحي توفر التكوين في أزيد من عشرين مهنة بالنسبة لمستويات التقني المتخصص والتقني والعمال المؤهلين.
ويهدف التعليم التقني الفلاحي من تمكين التلاميذ من الانفتاح على الوسطين الفلاحي والقروي واستيعاب خصوصياته الاجتماعية والثقافية والاقتصادية والحصول على المعارف التقنية التي تمكنهم من مواصلة الدراسات العليا في الميدان الفلاحي. ويتم توفير التعليم التقني الفلاحي بواسطة 9 ثانويات لتحضير الباكلوريا في العلوم الزراعية و30 إعدادية قروية تابعة لوزارة التربية الوطنية.
كما يتم دعم الاندماج الاجتماعي والمهني للشباب القروي عبر التكوين بواسطة التعليم بالتمرس لفائدة الشباب المنقطعين عن الدراسة أو الذين أنهوا دروس محو الأمية الوظيفية بهدف تمكينهم من تأهيل يساعدهم على الاندماج في سوق الشغل أو أخذ زمام المبادرة بالاستغلاليات الفلاحية. ويتم توفير التكوين بالتمرس بأزيد من 28 مهنة، الذي تقدمه مجموع مؤسسات جهاز التكوين المهني، حسب المشاريع الفلاحية المعتمدة بمختلف الجهات.
| المعهد                                                                    | التقني المتخصص                                                              | التقني                           | التأهيل                             |
| ------------------------------------------------------------------------- | --------------------------------------------------------------------------- | -------------------------------- | ----------------------------------- |
| المعهد التقني الفلاحي بن خليل خنيفرة                                      | _                                                                           | البستنة                          | _                                   |
| المعهد التقني الفلاحي مشرع بلقصيري                                        | _                                                                           | البستنة                          | _                                   |
| المعهد التقني الفلاحي بخميس متوح                                          | _                                                                           | البستنة                          | _                                   |
| المعهد التقني الفلاحي بساحل بوطاهر تاونات                                 | _                                                                           | البستنة                          | الزراعات المتعددة والإنتاج الحيواني |
| المعهد التقني الفلاحي بكلميم                                              | _                                                                           | البستنة تربية الماشية            | الزراعات المتعددة وتربية المواشي    |
| المعهد التقني الفلاحي بتيفلت                                              | _                                                                           | تربية الأبقار والأغنام والماعز   | الزراعات المتعددة وتربية المواشي    |
| المعهد التقني الفلاحي بعين تاوجطاط                                        | _                                                                           | تربية الأبقار والأغنام والماعز   | _                                   |
| المعهد التقني الفلاحي واد امليل تازة                                      | _                                                                           | الزراعات المتعددة وتربية المواشي | _                                   |
| المعهد التقني الفلاحي بحمعة سحيم                                          | _                                                                           | الزراعات المتعددة وتربية المواشي | _                                   |
| معهد التقنيين المتخصصين في الفلاحة الفقيه بن صالح                         | تربية الحيوانات المجترة تقني تجاري في الإنتاج والتسويق البستني صناعة الحليب | البستنة                          | _                                   |
| معهد التقنيين المتخصصين في الفلاحة الرشيدية                               | تقني تجاري في الإنتاج والتسويق البستني                                      | البستنة                          | الأشجار المثمرة                     |
| معهد التقنيين المتخصصين في الفلاحة العرائش                                | _                                                                           | _                                | _                                   |
| معهد التقنيين المتخصصين في الفلاحة بالزرايب بركان                         | تسويق المدخلات الفلاحية                                                     | _                                | _                                   |
| معهد التقنيين المتخصصين في الفلاحة بتمارة                                 | الصناعات الغذائية تقني تجاري في الإنتاج والتسويق البستني                    | _                                | _                                   |
| معهد التقنيين المتخصصين في البستنة مكناس                                  | تسويق المدخلات الفلاحية تقني تجاري في مواد الإنتاج الفلاحي                  | _                                | الأشجار المثمرة                     |
| معهد التقنيين المتخصصين في البستنة والتسويق أيت ملول                      | _                                                                           | _                                | _                                   |
| معهد التقنيين المتخصصين في الفلاحة بالسويهلة مراكش                        | تسويق المدخلات الفلاحية تربية الدواجن تدبير المقاولات الفلاحية              | _                                | إنتاج الخضروات                      |
| معهد التقنيين المتخصصين في الفلاحة بأولاد تايمة                           | تسويق المدخلات الفلاحية تدبير المقاولات الفلاحية                            | البستنة                          | _                                   |
| معهد التقنيين المتخصصين في الميكنة الفلاحية والتجهيز القروي ببوقنادل بسلا | الكهروميكانيك الهيدروليك القروية والري                                      | التجهيزات الفلاحية               | _                                   |
| المعهد التقني الفلاحي بالشاوية (تم إغلاقه من أجل إصلاحه)                  |                                                                             |                                  |                                     |

## معرض الصور

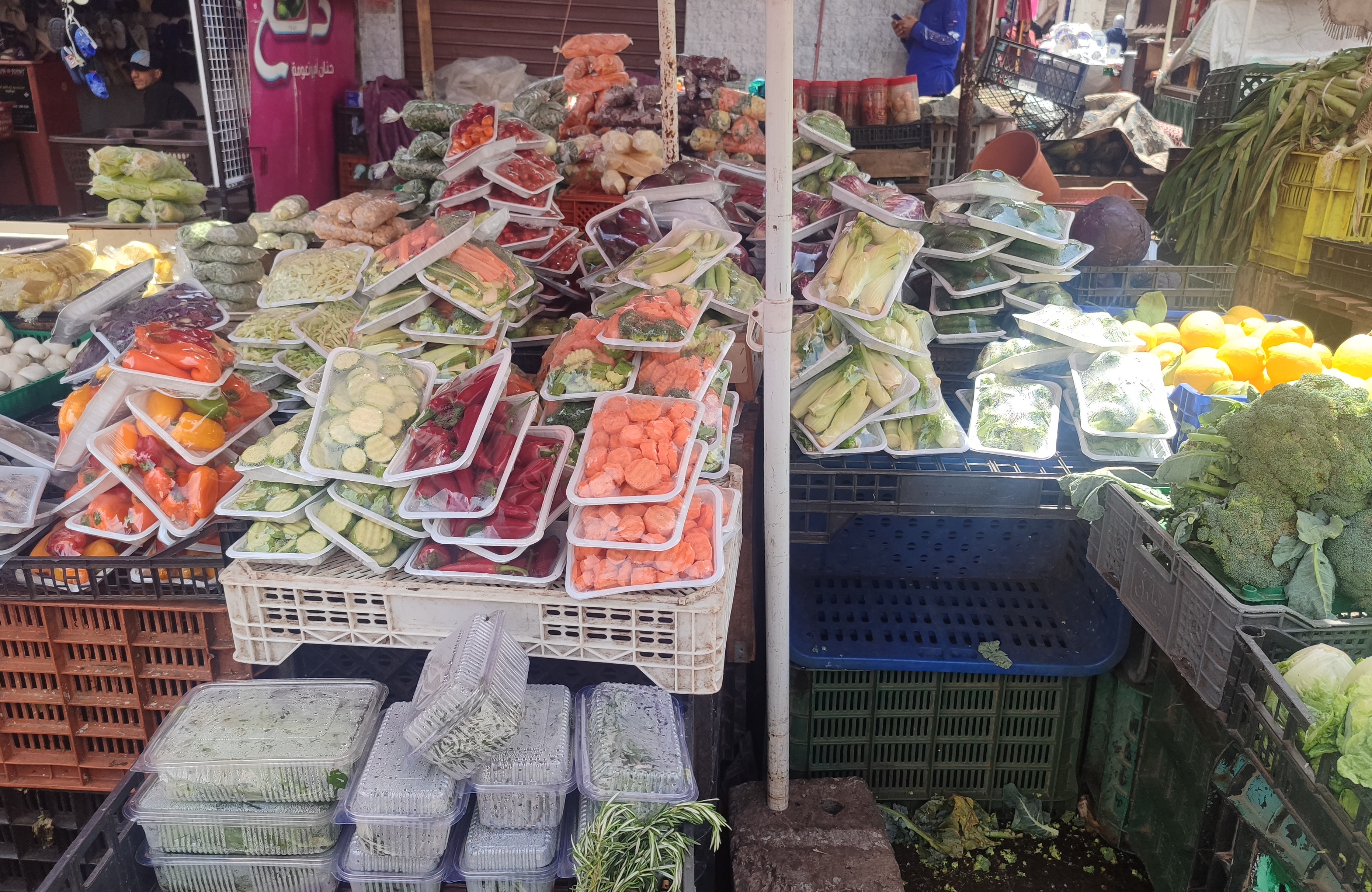
منتجات فلاحية مغربية بسوق جميعة بالدار البيضاء
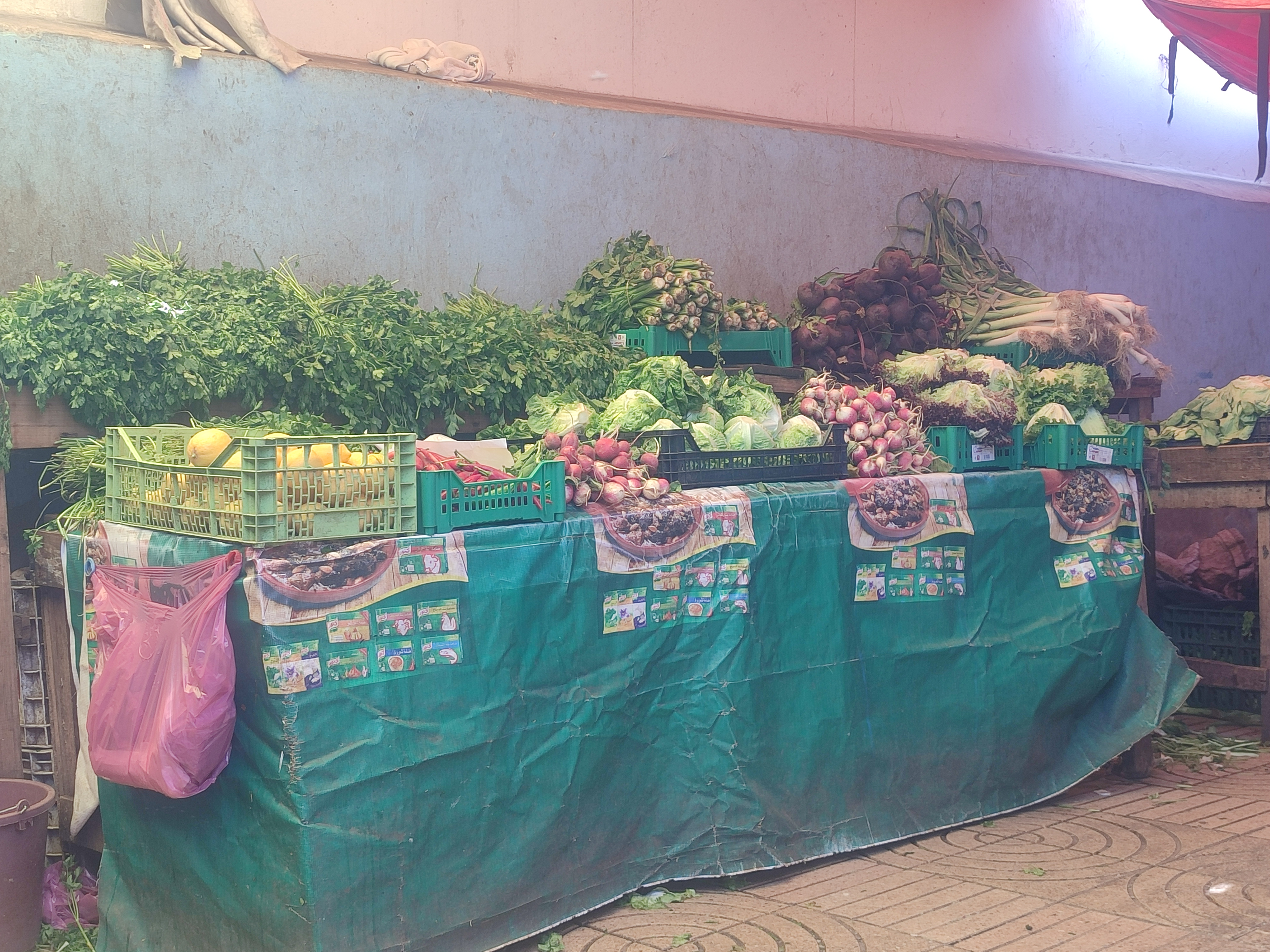
منتجات فلاحية مغربية بسوق جميعة بالدار البيضاء
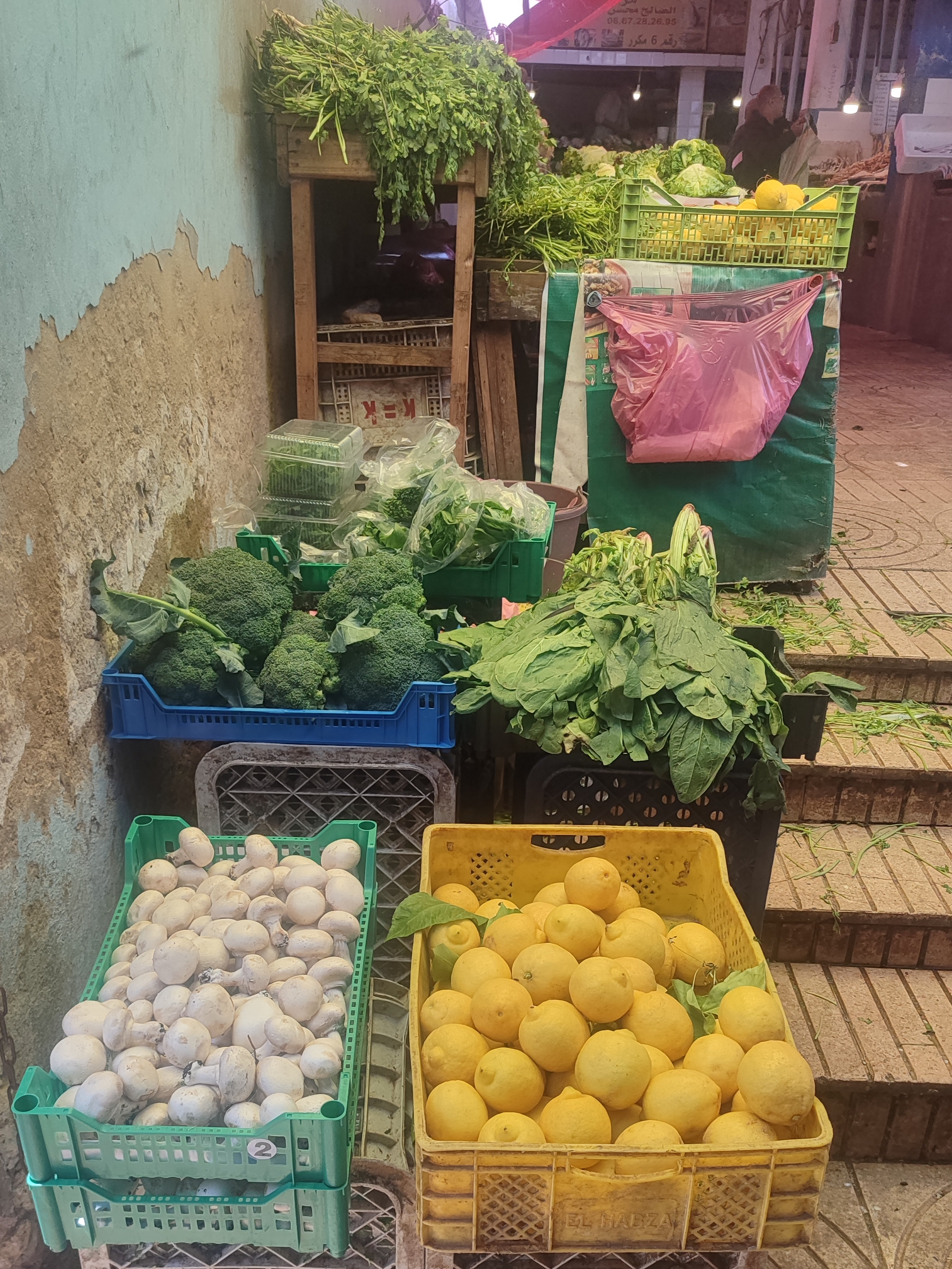
منتجات فلاحية مغربية بسوق جميعة بالدار البيضاء